# Alfonso Paz-Andrade
Alfonso Paz-Andrade Rodríguez (Vigo, 4 de octubre de 1940-Gondomar, 7 de junio de 2021) fue un empresario español.

## Trayectoria
Hijo del intelectual, político y empresario Valentín Paz Andrade, se licenció en Derecho en la Universidad de Santiago de Compostela, pero sus caminos posteriores giraron alrededor del mundo de la pesca y cursó estudios posteriores relacionados con la Economía y con la tecnología pesquera en Italia, Suecia, Islandia e Inglaterra.

### Relación con la industria pesquera
En 1970 fundó en Vigo la empresa Ibercisa, de maquinaria naval, de la que fue consejero delegado hasta que en 1976 se incorporó a Pescanova y en junio de 1977 substituyó a su padre como consejero delegado de la misma empresa. Bajo su dirección y junto con el principal accionista Manuel Fernández de Sousa, Pescanova se convirtió en una empresa líder de la pesca mundial. Paz-Andrade participó en numerosos consejos de administración de empresas mixtas de pesca, participadas por Pescanova (joint ventures).
Participó en la fundación de otras empresas, como la reconversión de los astilleros Ascón en Rodman Polyships, el Instituto Gallego de Información o la aseguradora La Naviera, que finalmente se fusionó con Mutua Gallega, empresa de la que Paz-Andrade fue vicepresidente.
Impulsó la celebración en Vigo de una feria internacional de pesca, la World Fishing Exhibition, de la que presidió las ediciones de 1973, 1985, 1991, 1997, 2003 y 2009. También ocupó distintos cargos institucionales, como presidente de Anasco, vocal del consorcio de la Zona Franca de Vigo, consejero general de Caixa Galicia y miembro del Consejo Asesor para el Fomento de la Innovación en Galicia. También fue socio fundador del Museo do Pobo Galego y pertenece a las directivas de Fundación Castelao, la Fundación Neira Vilas, la Fundación Luís Seoane y la Fundación Caixa Galicia. También fue el director de la revista de pesca Industrias Pesqueras, fundada en 1927.
En 2007 abandonó Pescanova por diferencias con su presidente.
Según el periódico El Mundo, en 2011 poseía, con 26 millones de euros, una de las 100 más grandes fortunas de la Bolsa española.
Falleció en Gondomar el 7 de junio de 2021 en un accidente de tráfico.